# Бернгард фон Котта
Карл Бернард фон Котта (нім. Carl Bernhard von Cotta, 24 жовтня 1808 — 14 вересень 1879, Фрайберг (Саксонія)) — німецький геолог, палеоботанік, педагог, професор (з 1842). Член Баварської академії наук та Геттінгенської академії наук.

## Життєпис
Народився в Тюрингії поблизу Айзенаха. Його батько Генріх Котта був засновником лісової школи в Тарандте, поблизу Дрездена (згодом Королівська саксонська лісова академія).
Навчався в Фрайберзькій гірничій академії (1831) і Гейдельберзькому університеті, а також в лісовій школі свого батька.
Спочатку його приваблювала ботаніка, і Котта одним з перших став використовувати мікроскоп для визначення структури викопних рослин. Пізніше звернув увагу на геологію, зайнявся вивченням осадових гірських порід і корисних копалин.
Вивчав їх родовища в австрійських Альпах, Угорщині, Сербії і Румунії.
З 1842 по 1874 обіймав посаду професора геології у Фрайберзькій гірничій академії і вважався відмінним педагогом.
Котта — геолог, який представив генетичну систему петрографії (1866), головні принципи якої використовуються досі. До Ч. Дарвіна, висловив концепцію еволюції, сформулювавши основний біогенетичний закон уже в 1848 році.
Дослідження Котта присвячені регіональній та історичної геології, зокрема регіону Саксонія-Тюрингія, а також проблемам металогенії. Котта займався геологічними картографуванням і закономірностями розміщення родовищ корисних копалин.
Спільно з професором Карлом Фрідріхом Науманом між 1836 і 1847 роками опублікував геологічні карти Саксонії.
Дав високу оцінку залізним рудам Кривого Рогу. У передмові до книги професора Л. Штріпельмана «Південно-Руські родовища магнітних залізних руд і залізного блиску» (1873) Б. фон Котта пише: «Особливо важливі відомості про велетенські поклади багатих залізних руд…, експлуатація яких… обіцяє великі вигоди, може підняти промисловість країни…».
Помер у м. Фрайберг, Саксонія.

## Вибрані праці
- Die Dendrolithen in Beziehung auf ihren inneren Bau, 1832. Одна з найбільш ранніх спроб визначення процесу скам'яніння копалин дерев.
- Geognostische Karte von Sachsen, 1832—1845
- Geognostische Wanderungen, 1836—1838
- Anleitung zum Studium der Geologie und Geognosie. Besonders für deutsche Forstwirthe, Landwirthe und Techniker, 1839
- Geognostische Karte von Thüringen, 1843—1848
- Bernhard von Cotta: Die Erzgänge und ihre Beziehungen zu den Eruptivgesteinen, nachgewiesen im Departement de l'Aveyron von Fournet, Prof. in Lyon, frei übersetzt und mit vergleichenden Bemerkungen über die sächsischen Erzgänge versehen. (в соавт.) 1846
- Geognistische Karten unseres Jahrhunderts, 1850
- Der innere Bau der Gebirge, 1851
- Gangstudien oder Beiträge zur Kenntniss der Erzgänge, 1850—1862
- Geologische Briefe aus den Alpen, 1850
- Briefe über Humboldts Kosmos. Ein Commentar zu diesem Werke für gebildete Laien, 1850—1860
- Geologische Bilder, 1852
- Gesteinslehre, 1855, 1866
- Lehre von den Flözformationen, 1856
- Deutschlands Boden, sein geologischer Bau und dessen Einwirkung auf das Leben des Menschen, 1854 , 1858
- Lehre von den Erzlagerstätten, 1854/1859-1861, 1870
- Geologische Fragen, 1858
- Katechismus der Geologie, 1861
- Ungarische und Siebenbürgische Bergorte, 1862
- Die Erzlagerstätten Ungarns und Siebenbürgens, 1862
- Geologie der Gegenwart, 1865
- Erzlagerstätten im Banat und in Serbien, 1865
- Der Altai, sein geologischer Bau und seine Erzlagerstätten, 1871

Його праця «Трактат про літологію» (1866) став одним з перших узагальнюючих праць з цієї теми, виданої англійською мовою, що стало потужним імпульсом до вивчення осадових гірських порід в Європі.

## Інтернет-ресурси
- Carl Bernhard von Cotta [Архівовано 7 березня 2021 у Wayback Machine.](англ.)
- Geology and History. By Bernhard von Cotta, Professor of Geology [Архівовано 28 травня 2016 у Wayback Machine.] (англ.)